# HR 5553
Désignations
HR 5553 est une étoile variable binaire de la constellation du Bouvier, située à 37,5 ± 0,2 a.l. (∼ 11,5 pc) de la Terre.